# هلن سمپسون
هلن سامپسون (۱۸ مارس ۱۸۸۵ – ۱۹۷۶) نقاش بریتانیایی بود. کار او بخشی از مسابقه نقاشی در مسابقه هنریبازی‌های المپیک تابستانی ۱۹۴۸ بود.